# Pablo Sicilia Roig
Pablo Sicilia és un futbolista canari, nascut a Las Palmas el 10 de setembre de 1981. Ocupa la posició de defensa.

## Trajectòria esportiva
Sorgeix del planter de la UD Las Palmas. Després de militar al filial gran canari i a la UD Vecindario, el 2004 fitxa per l'Atlètic de Madrid, que l'hi incorpora al seu equip B. Només hi jugaria un partit amb el primer conjunt matalasser, al febrer del 2006, que seria el seu debut a primera divisió.
L'estiu del 2006 fitxa pel CD Tenerife, on ha estat titular durant tres temporades a la Segona Divisió. El 2009, el conjunt canari assolia l'ascens a la màxima categoria.